# Тессод
Тессо́д (фр. Teyssode, окс. Teissòde) — коммуна во Франции, находится в регионе Юг — Пиренеи. Департамент — Тарн. Входит в состав кантона Плен-де-л’Агу. Округ коммуны — Кастр.
Код INSEE коммуны — 81299.

## География

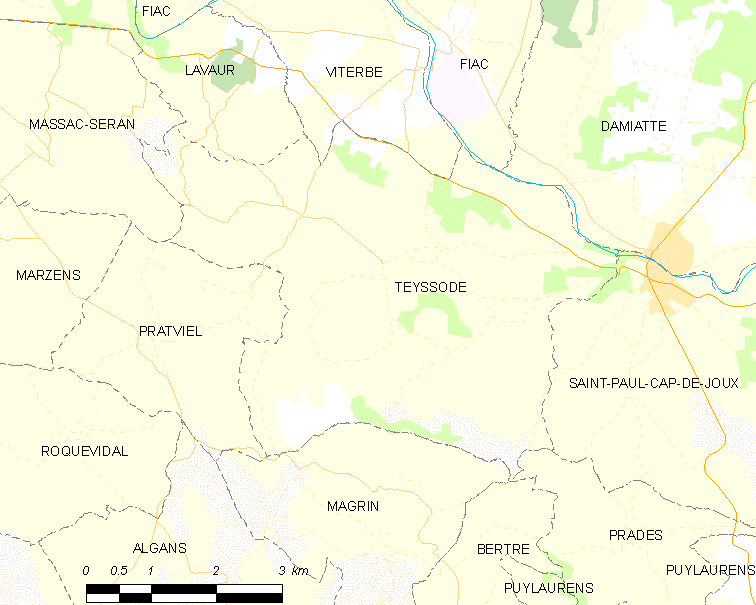
Карта коммуны

Коммуна расположена приблизительно в 580 км к югу от Парижа, в 40 км восточнее Тулузы, в 36 км к юго-западу от Альби.
На северо-востоке коммуны протекает река Агу.

## Климат
Климат умеренно-океанический. Зима мягкая и дождливая, лето жаркое с частыми грозами. Ветры довольно редки.

## Население
Население коммуны на 2010 год составляло 373 человека.
| 1962 | 1968 | 1975 | 1982 | 1990 | 1999 | 2010 |
| ---- | ---- | ---- | ---- | ---- | ---- | ---- |
| 519  | 442  | 373  | 359  | 330  | 338  | 373  |

## Администрация
| Период | Период | Фамилия         | Партия | Примечания |
| ------ | ------ | --------------- | ------ | ---------- |
| 2001   | 2014   | Мишель Фабрьес  |        |            |
| 2014   | 2020   | Даниэль Кастань |        |            |

## Экономика
В 2007 году среди 209 человек в трудоспособном возрасте (15—64 лет) 167 были экономически активными, 42 — неактивными (показатель активности — 79,9 %, в 1999 году было 72,8 %). Из 167 активных работали 152 человека (78 мужчин и 74 женщины), безработных было 15 (9 мужчин и 6 женщин). Среди 42 неактивных 16 человек были учениками или студентами, 10 — пенсионерами, 16 были неактивными по другим причинам.

## Фотогалерея

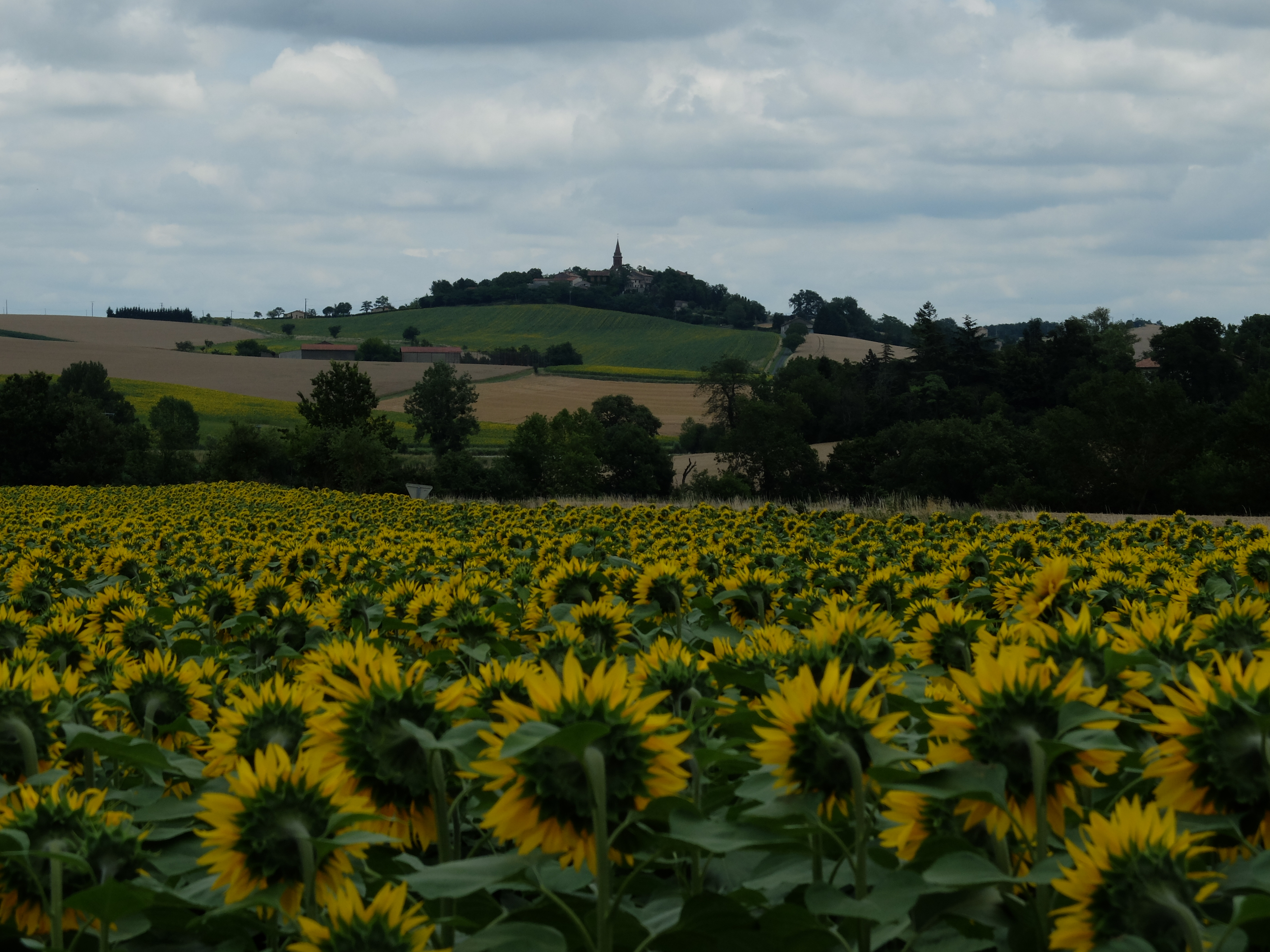
Тессод
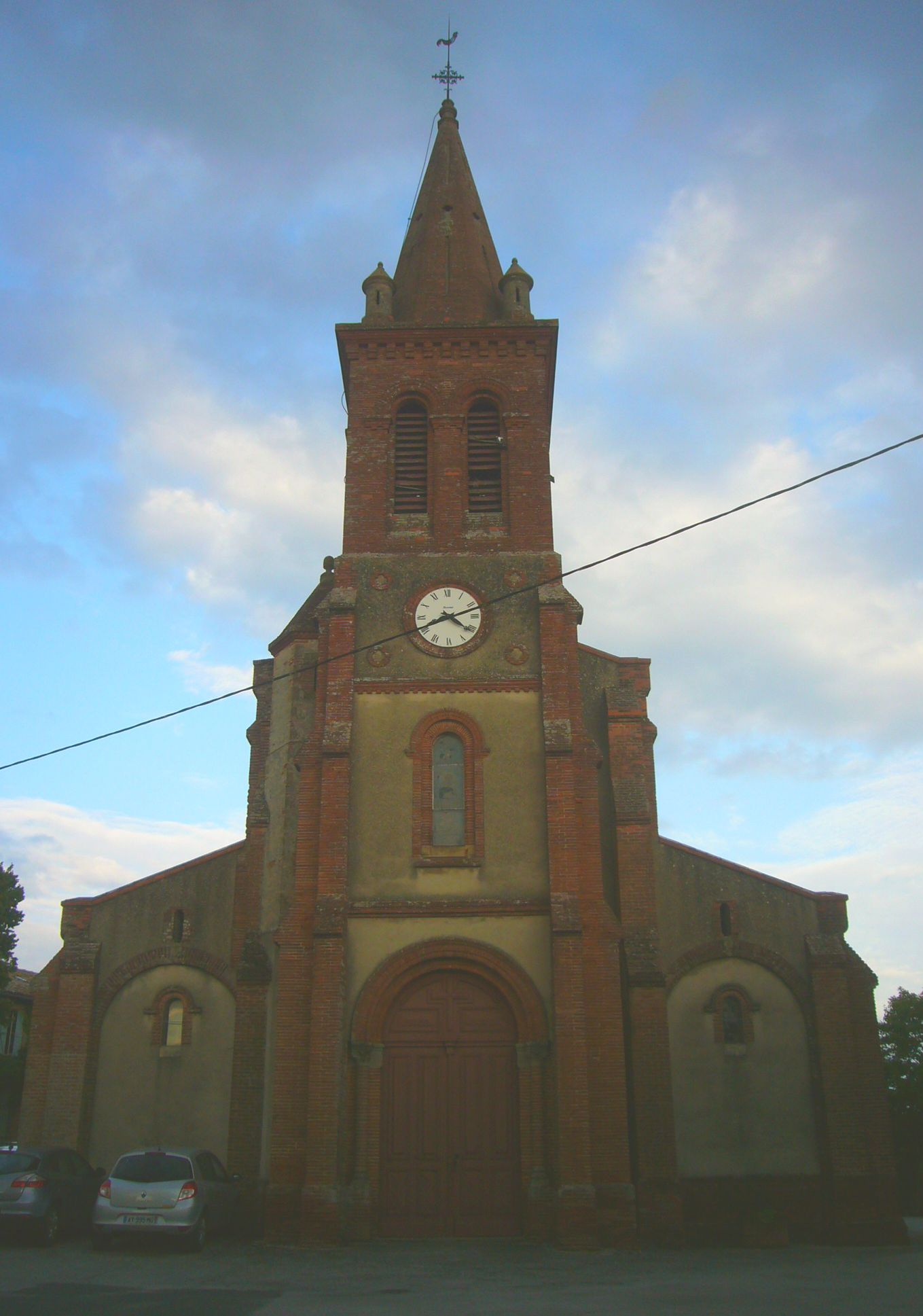
Церковь Св. Петра
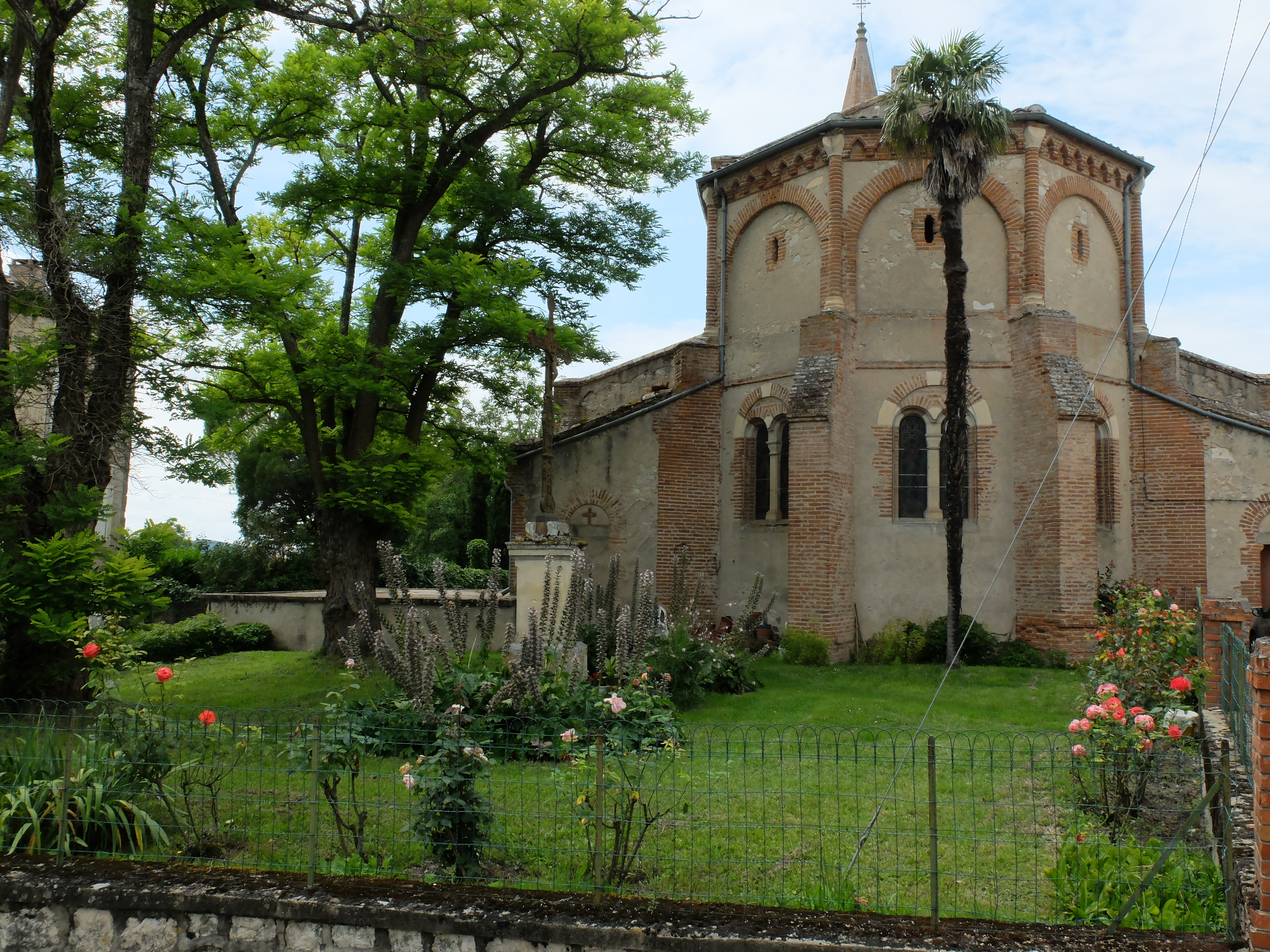
Церковь Св. Петра
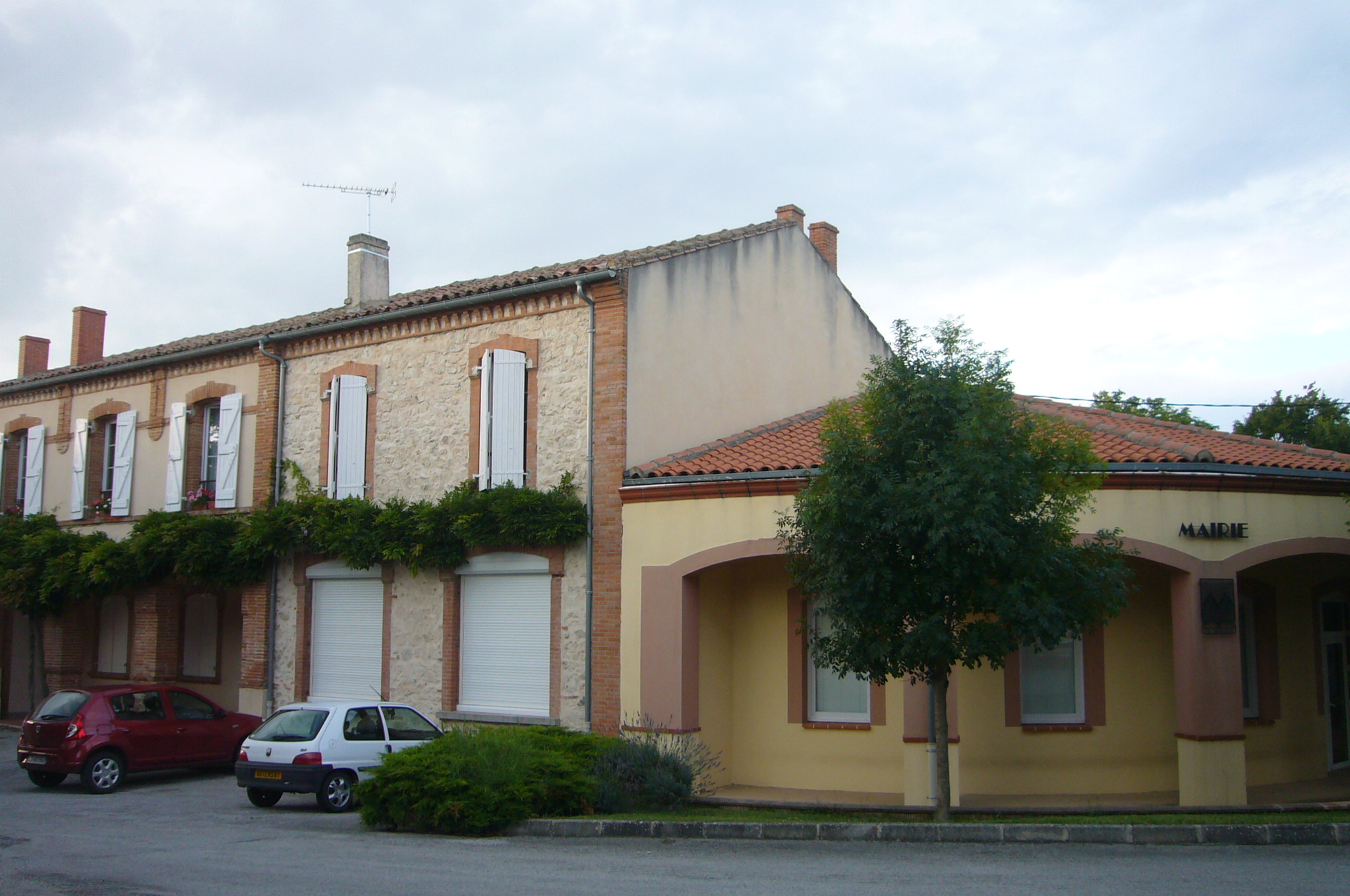
Мэрия
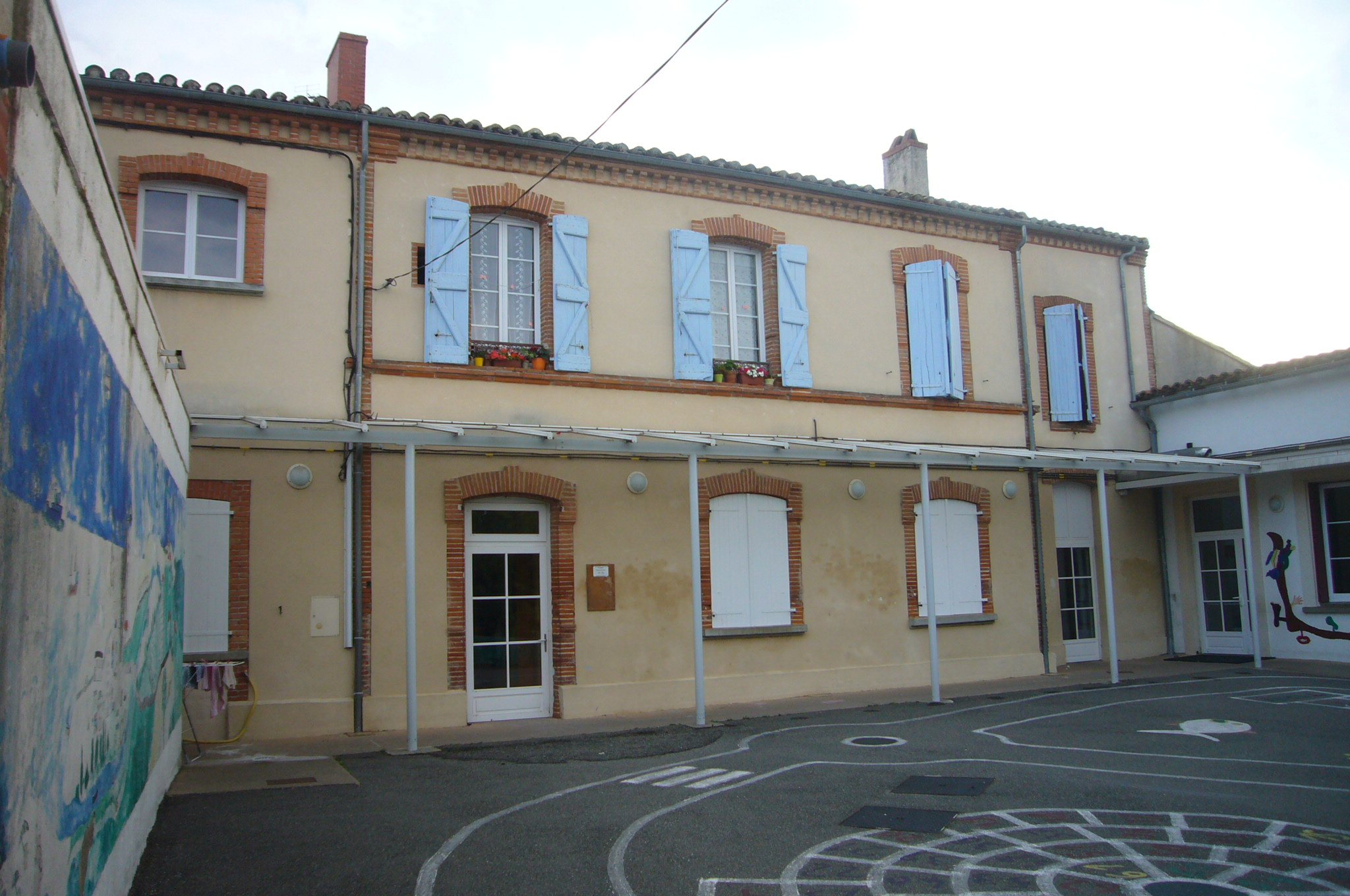
Школа
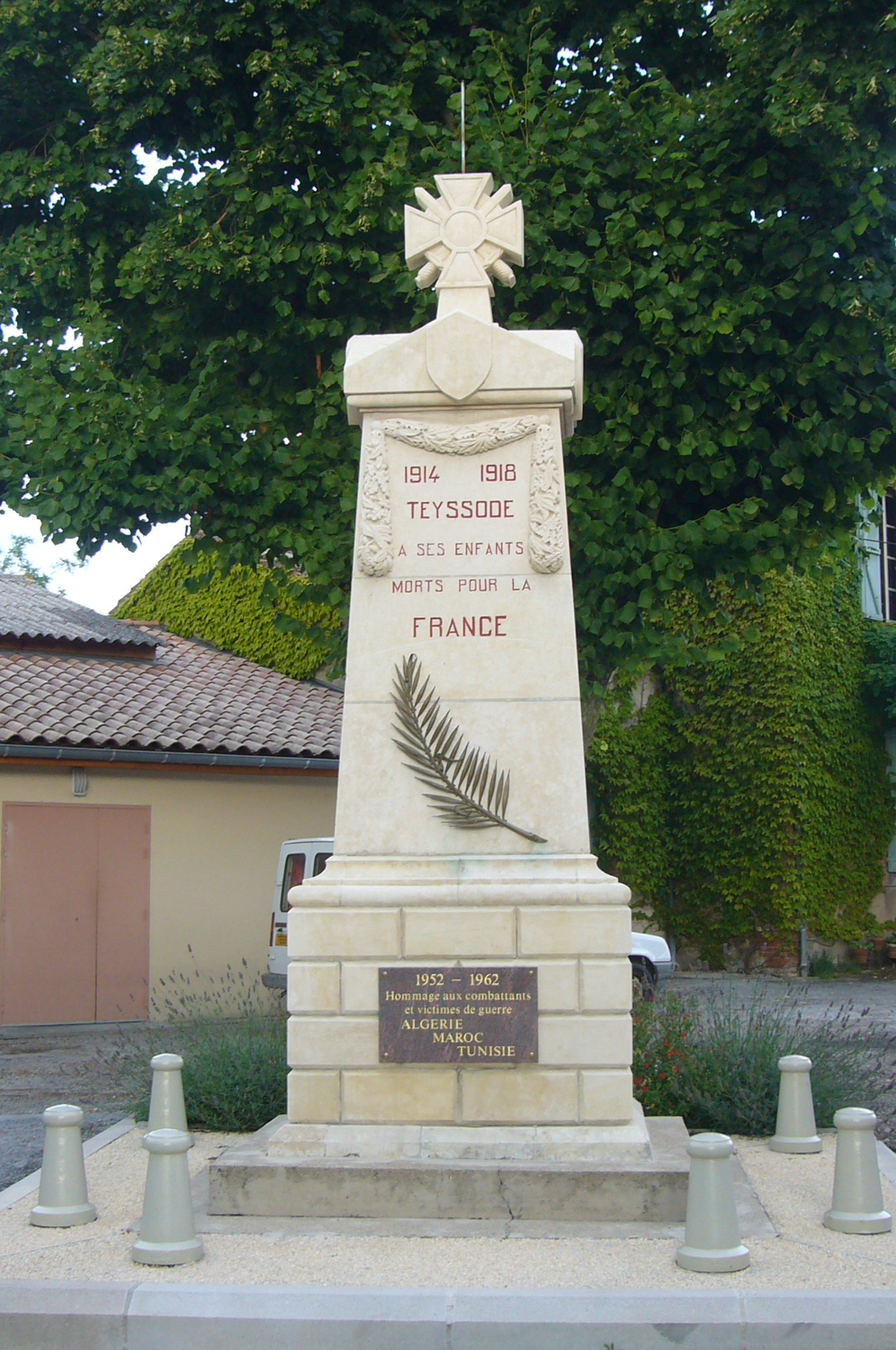
Военный мемориал